# Museum Via del Campo 29 rosso
Het Museum Via del Campo 29 rosso is een museum in Genua, Italië. Het wordt ook wel Huis van de singer-songwriters uit Genua (Casa dei cantautori di Genova) genoemd. Het bevindt zich in het oude centrum van de stad, waar ook Fabrizio De André al over zong. Het ontleent zijn naam aan de straat en het huisnummer van het adres waar de tentoonstellingsruimtes zijn ingericht. In het pand was vroeger de winkel voor muziek en muziekinstrumenten van Gianni Tassio gevestigd.

## Geschiedenis

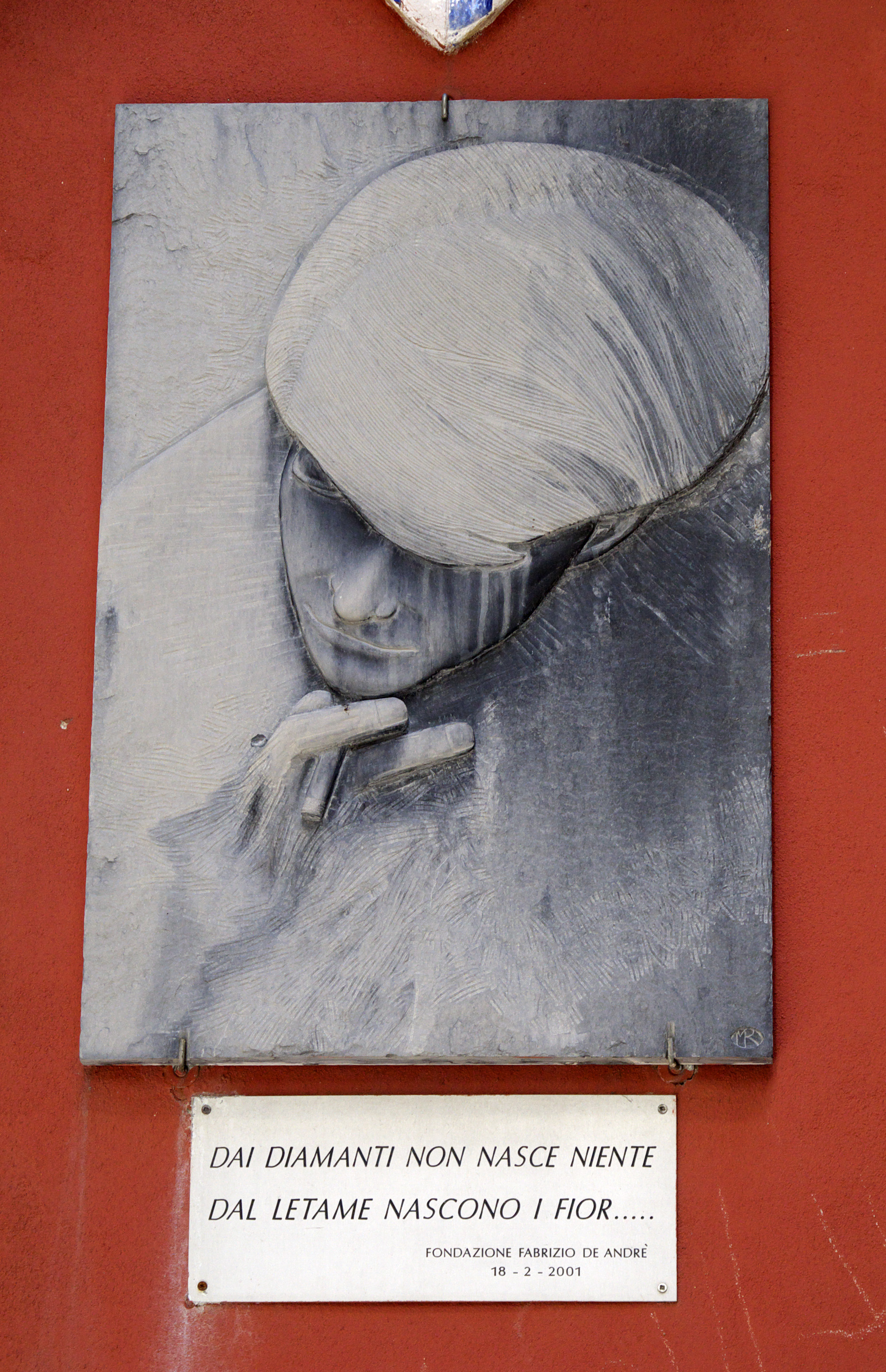
Plaquette van De André

Net als andere muziekwinkels in Genua was ook de winkel van Gianni Tassio in de jaren '60 en '70 een ontmoetingsplek voor muzikanten en liefhebbers van muziek. In de Via del Campo was op nummer 72r in het verleden ook een muziekwinkel gevestigd (van Mario Salvarini) en ook op andere adressen zijn winkels voor muziek en muziekinstrumenten geweest, waarvan sommige nog altijd in het oude stadscentrum gevestigd zijn.
In deze jaren waren verschillende jonge musici actief die later bekend zouden worden, zoals de gebroeders Gian Franco en Gian Piero Reverberi, Umberto Bindi, Luigi Tenco, Bruno Lauzi, Gino Paoli, Fabrizio De André en Riccardo Mannerini. Zij zorgden voor een nieuw muzikaal elan in de stad, wat men de Genuese school (Italiaans: Scuola genovese) van de singer-songwriters zou gaan noemen.
De Via del Campo werd beroemd door het gelijknamige lied van Fabrizio De André uit 1967, dat verscheen op zijn eerste studioalbum Volume 1. Ook het lied La casa in Via del Campo van de Portugese zangeres Amália Rodrigues gaf de straat bekendheid.
| Ama e ridi se amor risponde piange forte se non ti sente dai diamanti non nasce niente dal letame nascono i fior | Bemin en lach, als de liefde je antwoordt huil maar, als ze je niet hoort uit diamanten wordt niets geboren uit mest groeien bloemen |
| (Fabrizio De André, uit het lied Via del Campo, 1967)                                                            | |

Deze traditie van singer-songwriters bleef de volgende decennia bestaan. Enkele bekende zangers uit de periode van de jaren '70 tot heden zijn onder meer: Ivano Fossati, Max Manfredi, Giampiero Alloisio, Vittorio De Scalzi, Francesco Baccini, Federico Sirianni en Cristiano De André.

## Genuese school

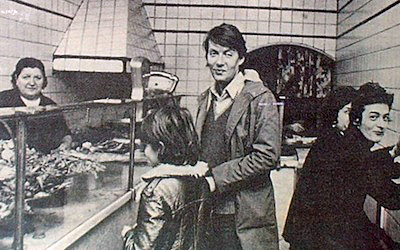
Fabrizio De André met zijn zoon Cristiano

De Genuese school (Scuola genovese) van singer-songwriters kwam voort uit de samenkomst van een aantal heel verschillende muziekstijlen uit de jaren '60. Het Franse chanson, jazz, Amerikaanse muziek (Leonard Cohen en Bob Dylan), literatuur en poëzie inspireerde jongeren om muziek en poëzie te combineren. Rond 1960 ontstond er zo een nieuwe literair-muzikale stroming in Italië. Een lied werd niet meer alleen vanuit de melodie benaderd, maar voor het eerst werden ook poëtische, existentiële en sociale thema's erbij gepakt. Het woordgebruik was geïnspireerd door poëzie en literatuur. Het meest gebruikte thema was de liefde, maar dan benaderd op een nieuwe manier, met een nieuw taalgebruik en met nieuwe melodieën.

## Tentoonstelling

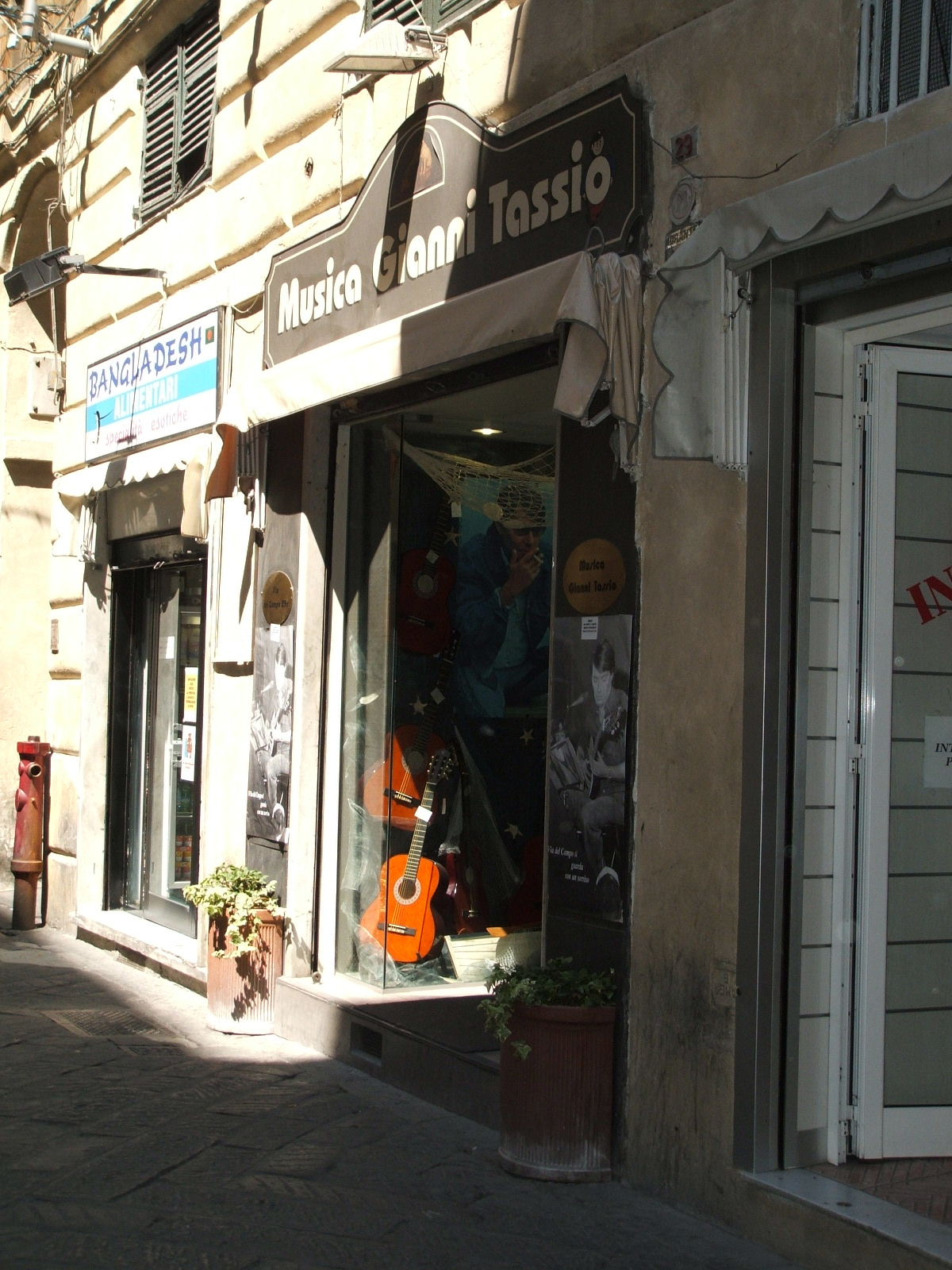
De voormalige winkel van Gianni Tassio

Na de dood van De André in 1999 werd in een ruimte in de winkel van Tassio een soort tentoonstelling over hem ingericht. In de loop der jaren had Tassio van alles verzameld wat met De André te maken had: foto's, bladmuziek, zeldzame platen en ook zijn Esteve-gitaar. Deze had Tassio via een veiling ten behoeve van de liefdadigheidsstichting Emergency laten verkopen. Met de opbrengst en met een bijdrage van de gemeente kon in Sierra Leone een vleugel van een ziekenhuis worden gebouwd. Een van de gangen daar heet ook Via del Campo. De winkel van Tassio werd intussen steeds meer bezocht door liefhebbers van het werk van De André.

## Het museum

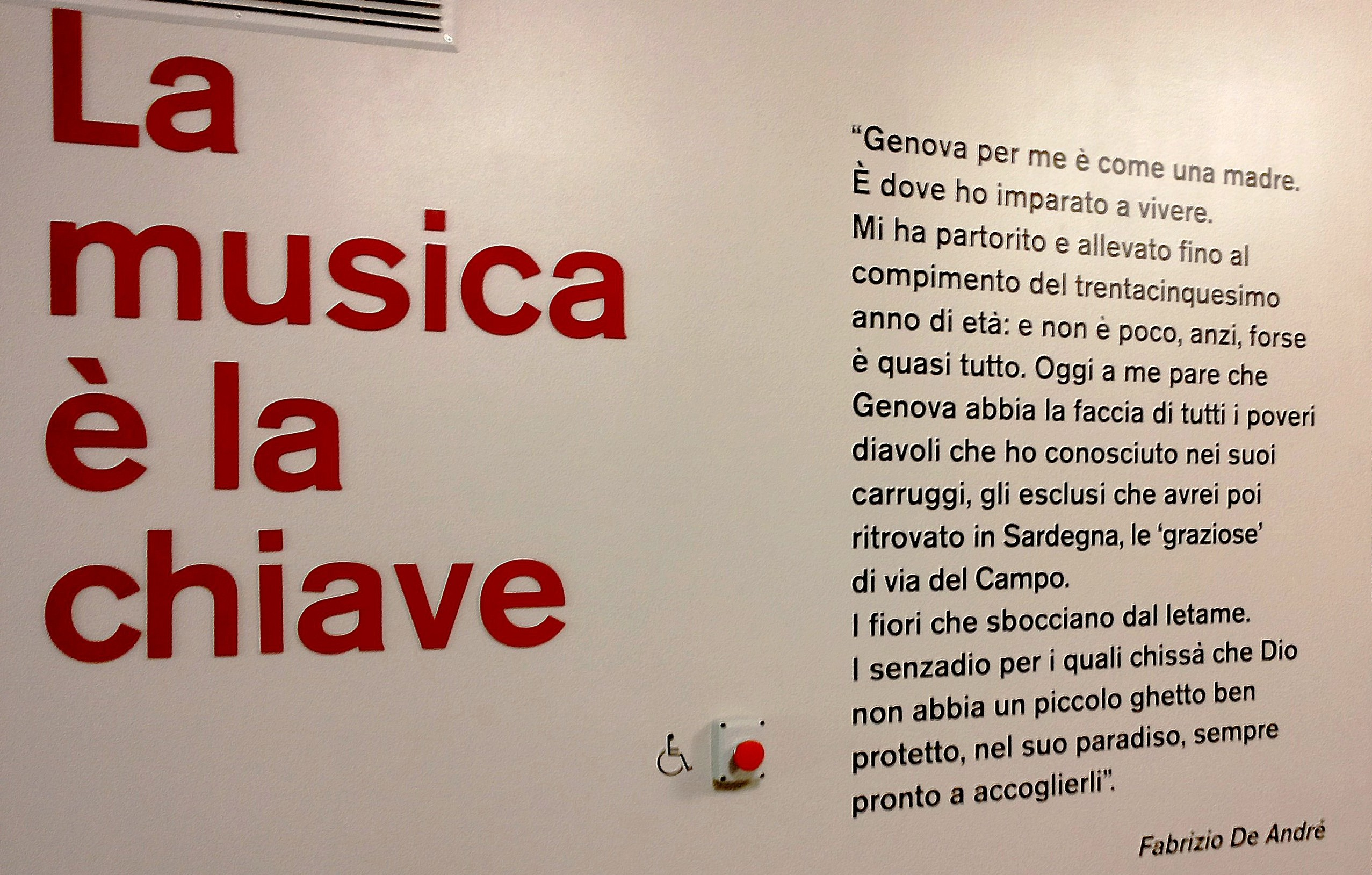
"Muziek is de sleutel", tekst van De André

Na de dood van Tassio in 2004 ging de winkel over naar zijn familie. In 2010 werd het pand door de gemeente Genua aangekocht. Toen ontstond ook het idee voor een museum, dat uiteindelijk in 2012 werd geopend. Momenteel wordt het museum beheerd door de vereniging Via del Campo 29 rosso, waarin de sociale en culturele instellingen Solidarietà e Lavoro en Sistema Museo deelnemen samen met het Genuese IT-bedrijf ETT.
Het museum behandelt leven en werk van Fabrizio De André, maar er is ook een afdeling gewijd aan de Genuese school van singer-songwriters.
Het museum is een belangrijk cultureel centrum op het gebied van singer-songwriters en poëzie. Er worden diverse culturele activiteiten georganiseerd, waaronder bijvoorbeeld excursies naar plaatsen die een relatie hebben met bekende artiesten.
Het museum kan op afspraak bezocht worden.

## Galerij
|  |  |  |
|  |  |  |